# 股贻贝属
股贻贝属（学名：Perna），又名淡菜蛤屬，为贻贝科的一個屬。

## 分佈
分布于菲律宾、马来西亚、印度尼西亚、泰国湾、越南、印度洋以及中国大陆的福建、广东、香港、海南等地，属于热带和亚热带种。其主要附着于水流通畅的岩石上以及一般分布自低潮线附近至水深20米左右。

## 下属物种
本属包括以下物种：
- 纽西兰壳菜蛤 Perna canaliculus (Gmelin, 1791)
- Perna francii G.B.Sowerby I, 1822
- Perna marmorata Philipsson, 1788
- Perna perna (Linnaeus, 1758)
- Perna sulcata Philipsson, 1788
- Perna tetleyi (Powell & Bartrum, 1929)
- 翡翠股貽貝 Perna viridis (Linnaeus, 1758)